# سهمیه‌بندی دیسک
سهمیه‌بندی دیسک (به انگلیسی: Disk quota) قابلیتی در سیستم‌عاملهای مدرن است که می‌توان از آن به منظور ایجاد محدودیت بر روی فایل‌سیستم‌ها استفاده کرد. از سهمیه‌بندی‌ها می‌توان برای اختصاص دادن فضای دیسک سخت به روشی معقول، استفاده کرد.
در این روش تعیین میکنیم که هرکسی چه مقدار حق استفاده از فضارا دارد.

## انواع سهمیه‌بندی
دو نوع سهمیه‌بندی دیسک وجود دارد. نوع اول که به سهمیه‌بندی بر اساس مصرف یا سهمیه‌بندی بلاک (به انگلیسی: block) معروف است، مقدار فضای خالی که می‌تواند مورد استفاده قرار گیرد را محدود می‌کند. برای مثال می‌توان محدودیتی اعمال کرد که یک کاربر فقط بتواند از ۱۰ گیگابایت فضای دیسک استفاده کند. نوع دوم که به سهمیه‌بندی فایل یا سهمیه‌بندی آی‌نود معروف است، تعداد پرونده‌ها یا شاخه‌هایی که می‌توانند ایجاد شوند را محدود می‌کند. برای مثال یک کاربر حق دارد تنها ۲،۰۰۰ پرونده در دیسک داشته باشد.
به علاوه، مدیران سیستم معمولاً یک سطح هشدار یا سهمیه‌بندی نرم هم در نظر می‌گیرند. اگر کاربری به سطح هشدار رسید، به او خبر داده می‌شود که در حال نزدیک شدن به نهایت اندازه مجاز است.

## سهمیه‌بندی‌ها
سهمیه‌بندی‌ها می‌توانند بر روی یک کاربر یا مجموعه‌ای از کاربران (گروه) اعمال شوند.
سهمیه روی کاربر را با quota یا usrquota یا uquota نمایش داده می‌شود 
سهمیه روی گروه با gquota یا gquota نمایش داده می‌شود.

## ابزارهای رایج سهمیه‌بندی دیسک در یونیکس
- quota - مقدار فضای استفاده شده توسط یک کاربر را نمایش می‌دهد.
- edquota - برای ویرایش سهمیه‌بندی‌ها استفاده می‌شود که توسط این دستور مقدار soft و hard هارا تنظیم میکنیم.

Inode:تعداد فایل و directoryهای استفاده شده توسط user
Block: بلاک 1kمی باشد،یعنی به تعداد xعدد نمایش داده شده user، xk فضا استفاده کرده‌است.
Soft: مقداری که برایش تعیین میکنیم باعث می‌شود که اگر میزان مصرف user   به این رقم رسید به آن user پیغام اخطار بدهد.
Hard: محدودیت اصلی است که ما تعیین میکینم،باعث می‌شود user   نتواند بیشتر از این مقدار تعیین شده از فضا استفاده کند. 
- repquota - سهمیه‌بندی‌های یک فایل‌سیستم را به صورت خلاصه اعلام می‌کند.
- quotaon - سهمیه‌بندی‌ها را فعال یا غیر فعال می‌کند.
- quotacheck - برای بررسی ثبات و استحکام فایل‌سیستم‌ها استفاده می‌شود که برای ایجاد aquota نیز از این دستور استفاده می‌شود.
- aquota. user :فایلی است که quotaهای user  را نگه می‌دارد، که هر کسی چقدر حق استفاده از فضای دیسک را دارد و تا الان چقدر استفاده کرده و در کل وضعیتش چگونه است.
- aquota. group: فایلی است که quotaهای groupرا نگه می‌دارد، که هر گروهی چقدر حق استفاد از فضای دیسک را دارد و تا الان چقدر استفاده کرده و در کل وضعیتش چگونه است.
- warnquota - برای ایجاد  اخطار از طریق ایمیل به کسانی که فضای دیسک شان در حال پرشدن است